# Rwanda Challenger II 2025
Il Rwanda Challenger II 2025 è stato un torneo maschile di tennis professionistico. È stata la 4ª edizione del torneo, facente parte della categoria Challenger 100 nell'ambito dell'ATP Challenger Tour 2025, con un montepremi di 160 000 $. Si è giocato dal 3 al 9 marzo 2025 sui campi in terra rossa di Kigali, in Ruanda.

## Partecipanti

### Teste di serie
| Nazionalità | Giocatore            | Ranking* | Testa di serie |
| ----------- | -------------------- | -------- | -------------- |
| Paesi Bassi | Jesper de Jong       | 105      | 1              |
| Francia     | Calvin Hemery        | 171      | 2              |
| Spagna      | Carlos Taberner      | 173      | 3              |
| Francia     | Valentin Royer       | 182      | 4              |
| Austria     | Lukas Neumayer       | 210      | 5              |
| Australia   | Bernard Tomić        | 219      | 6              |
| Francia     | Geoffrey Blancaneaux | 221      | 7              |
| Romania     | Filip Cristian Jianu | 228      | 8              |

* Ranking al 24 febbraio 2025.

### Altri partecipanti
I seguenti giocatori hanno ricevuto una wild card per il tabellone principale:
- Marco Cecchinato
- Andrej Martin
- Maximilian Neuchrist

I seguenti giocatori sono entrati in tabellone come alternate:
- Eliakim Coulibaly
- Guy den Ouden
- Andrea Picchione

I seguenti giocatori sono passati dalle qualificazioni:
- Daniel Michalski
- Luka Pavlovic
- Nicholas David Ionel
- Yankı Erel
- Franco Agamenone
- Gabriele Pennaforti

## Punti e montepremi
| Torneo    | Torneo              | V      | F      | SF    | QF    | 2T    | 1T    | Q | Q2  | Q1  |
| Singolare | Punti               | 125    | 64     | 35    | 16    | 8     | 0     | 5 | 3   | 0   |
| Singolare | Premi in denaro ($) | 21 650 | 12 770 | 7 560 | 4 400 | 2 590 | 1 565 | – | 785 | 395 |
| Doppio    | Punti               | 125    | 64     | 35    | 16    | –     | 0     | – | –   | –   |
| Doppio    | Premi in denaro ($) | 9 350  | 5 440  | 3 250 | 1 930 | –     | 1,080 | – | –   | –   |

## Campioni

### Singolare
Valentin Royer ha sconfitto in finale  Guy den Ouden con il punteggio di 6–2, 6–4.

### Doppio
Siddhant Banthia /  Alexander Donski hanno sconfitto in finale  Geoffrey Blancaneaux /  Zdeněk Kolář con il punteggio di 6–4, 5–7, [10–8].